# Meruvapalli, Bagepalli
Meruvapalli là một làng thuộc tehsil Bagepalli, huyện Chikkaballapur, bang Karnataka, Ấn Độ.